# Zhong Kang
Zhong Kang (chinesisch: 仲康) auch bekannt als Zhong Lu, war der möglicherweise legendäre vierte König der Xia-Dynastie in China, der ersten Dynastie der traditionellen chinesischen Geschichtsschreibung. Er soll von 2088 bis 2075 v. Chr. regiert haben.

## Familie
Er war der Sohn von König Qi und der jüngere Bruder von König Tai Kang. Zhong Kang bestieg den Thron, nachdem sein Bruder Tai Kang das Reich verloren hatte. Er war der Vater von Xiang von Xia.

## Herrschaft
Laut den Bambusannalen bestieg Zhong Kang den Thron im Jahr Jichou (己丑). Seine Hauptstadt war in Zhenxun.
Am Tag des Gengwu (庚戌), dem 9. Monat im 5. Jahr seiner Herrschaft, gab es eine Sonnenfinsternis. Da die königlichen Astronomen zu dieser Zeit zügellos und betrunken waren, versagten sie bei der Vorhersage dieser Finsternis, was zu Verwirrung und Panik unter dem einfachen Volk führte. Zhong Kang schickte den Edelmann Yin, um die Minister für Astronomie für die Vernachlässigung ihrer Pflichten zu bestrafen. Dies wird in dem Dokument, das als Strafexpedition von Yin bekannt ist, ausführlicher beschrieben. In den Bambus-Annalen wurde dies als Eroberung von Xihe, dem Gott der Astronomie, durch den Edelmann Yin wiedergegeben.
Eine alternative Erzählung besagt, dass Tai Kang von Hou Yi, dem Anführer des Youqiong-Stammes, unter Druck gesetzt wurde, die königliche Macht an seinen Bruder Zhong Kang abzugeben. In dieser Version der Geschichte diente Zhong Kang lediglich als eine von Hou Yi kontrollierte Marionette. In dieser Zeit kam es zu einem Aufstand gegen Hou Yi, angeführt von den kaiserlichen Astronomen Xi Shi und He Shi. Als Reaktion darauf entsandte Hou Yi eine Person, die entweder Yin hieß oder der Herrscher des Staates Yin war, um Xi Shi und He Shi zu bekämpfen. Der Vorwurf gegen diese beiden war, dass sie sich in ausschweifenden Lebensstilen verloren hätten und damit die Ordnung und Genauigkeit des Kalendersystems gestört hätten, was zu Unruhen und Unordnung im Reich führte.
Im 6. Jahr der Herrschaft von Zhong Kang ernannte er den Prinzen von Kunwu (昆吾) zu seinem Premierminister.
In seinem 7. Jahr starb er, und sein Sohn, genannt Xiang, verlegte seine neue Hauptstadt nach Shangqiu. Er wurde durch den Prinzen von Pi (邳) unterstützt.
Bereits in der Qing-Dynastie hegte der Gelehrte Cui Shu (崔述, 1740–1816) Zweifel an der historischen Existenz von Zhong Kang.